# Искусственная жизнь
Искусственная жизнь (англ. a-life, от artificial life) — изучение жизни, живых систем и их эволюции при помощи созданных человеком моделей и устройств. Данная область науки изучает механизм процессов, присущих всем живым системам, невзирая на их природу. Хотя этот термин чаще всего применяется к компьютерному моделированию жизненных процессов, он также подходит и к жизни в пробирке (англ. wet alife), изучению искусственно созданных белков и других молекул. Для простоты эта статья описывает компьютерную жизнь.

## Обзор
Искусственная жизнь имеет дело с эволюцией агентов или популяций организмов, существующих лишь в виде компьютерных моделей, в искусственных условиях. Целью является изучение эволюции в реальном мире и возможности воздействия на её течение, например, с целью устранить некоторые наследственные ограничения. Модели организмов также позволяют проводить ранее невозможные эксперименты (такие как сравнение эволюции Ламарка и естественного отбора).

## Философия
В настоящее время широко принятое определение жизни не позволяет компьютерным моделям считаться живыми. Однако существуют другие определения и концепции:
- Концепция сильной искусственной жизни (англ. strong alife) определяет «жизнь как процесс, который можно абстрагировать от какого-либо определённого носителя» (Джон фон Нейман);
- Концепция слабой искусственной жизни (англ. weak alife) отрицает возможность создания жизни отдельно от её химического носителя. Учёные, работающие в рамках этой концепции, пытаются понять базовые процессы жизни, а не имитировать её. То есть: «мы не знаем, что в природе является причиной этого феномена, однако возможно он так же прост, как…»[источник не указан 1049 дней].

## Технологии
- Клеточные автоматы — часто используются для моделирования жизни, особенно из-за лёгкости масштабирования и параллелизации. Клеточные автоматы и искусственная жизнь исторически близко связаны;
- Нейронные сети — иногда используются для моделирования интеллекта агентов. Хотя это традиционно технология, более близкая к созданию искусственного интеллекта, нейронные сети могут быть полезны для моделирования динамики популяций или высокоразвитых самообучающихся организмов. Симбиоз между обучением и эволюцией — центральная задача теорий о развитии инстинктов высших организмов, как например в эффекте Болдуина.

### Эволюционирование
В системах моделирования искусственной жизни, ламаркизм в сочетании с «генетической памятью» довольно часто применяется для ускорения эволюции врождённого поведения, для этого вся память моделируемой особи передаётся её потомству. При этом в отличие от классической генетической памяти потомству передаётся память только предыдущего поколения. При этом ламаркизм может совмещаться с дарвинизмом, который может использоваться для моделирования других аспектов моделей организмов.
источник: M. Tim Jones «AI Application Programming» ISBN 1-58450-278-9 

## Смежные области

### Искусственный интеллект
Традиционно при создании искусственного интеллекта используется проектирование от структуры к элементу, тогда как искусственная жизнь синтезируется при помощи проектирования от элемента к структуре.

### Искусственная химия
Искусственная химия зародилась в качестве набора методов, с помощью которых моделируются химические процессы между элементами популяций искусственной жизни. Одним из наиболее удобных для изучения объектов подобного рода является реакция Бутлерова — автокаталитический синтез углеводов из водного раствора формальдегида в присутствии гидроксидов кальция или магния:
x CH2O => CxH2xOx
В результате реакции образуется смесь углеводов самого различного строения. Если количество формальдегида («питательной среды») в растворе ограничено, в системе устанавливается своеобразное равновесие между процессами роста и распада молекул углеводов. При этом, как и в биологических системах, выживает сильнейший, то есть происходит своеобразный «естественный отбор», и в системе накапливаются наиболее устойчивые (при данных конкретных условиях) молекулы углеводов.
Считается, что похожие процессы, которые имели место в предбиологической химии Земли, привели к возникновению жизни на планете.

### Эволюционные алгоритмы для задач оптимизации
Многие оптимизационные алгоритмы близко связаны с концепцией слабой искусственной жизни. Основная разница между ними состоит в том, как определяется способность агента решить какую-нибудь задачу:
- Муравьиный алгоритм;
- Эволюционные алгоритмы;
- Генетические алгоритмы;
- Генетическое программирование;
- Интеллект толпы (Роевой интеллект).

### Эволюционное искусство
Эволюционное искусство использует технологии и методы искусственной жизни для создания новых видов визуального искусства. Эволюционная музыка использует похожие технологии, однако в применении к музыке.

## Mycoplasma laboratorium— проект искусственной жизни
Mycoplasma laboratorium — вид бактерий рода Микоплазма (Mycoplasma), запланированная, частично синтетическая разновидность бактерии, полученной из генома Mycoplasma genitalium. Этой работой занимается в Институте Дж. Крэйга Вентера команда из примерно двадцати учёных, возглавляемых Нобелевским лауреатом Хэмильтоном Смитом, включая исследователя ДНК Крэйга Вентера и микробиолога Клайда А. Хатчисона III.
Команда ученых начала с бактерии Mycoplasma genitalium, облигатного внутриклеточного паразита, геном которого состоит из 482 генов, включающих 580 000 пар оснований, устроенных на одной круглой хромосоме (наименьший геном любого известного естественного организма, который может быть выращен в свободной культуре). Они тогда систематически удалили гены, чтобы найти минимальный набор 382 генов, которые способны жить. Эта работа была также известна как Минимальный Проект Генома.
Команда намеревается синтезировать последовательности ДНК хромосомы, состоящие из этих 382 генов. Как только версия минимальной хромосомы с 381 геном была синтезирована, её пересадили в клетку Mycoplasma genitalium, чтобы создать Mycoplasma laboratorium.
Получающаяся бактерия Mycoplasma laboratorium, как ожидают, будет в состоянии копировать себя со своей искусственной ДНК, таким образом, она является единственным синтетическим организмом к настоящему времени, хотя молекулярная машина и химическая окружающая среда, которая позволила бы этому копировать, не являются синтетическими.
В 2003 команда продемонстрировала быстрый метод синтезирования генома на пустом месте, произведя геном с 5386 основами бактериофага Phi X 174 приблизительно за две недели. Однако, геном Mycoplasma laboratorium приблизительно в 50 раз больше. В январе 2008 команда сообщила, чтобы синтезировать полные 580 000 пар оснований хромосомы Mycoplasma genitalium, с маленькими модификациями так, чтобы это не было заразным и могло быть отличено от дикого типа. Они назвали этот геном Mycoplasma genitalium JCVI-1.0. Команда также продемонстрировала процесс пересадки (несинтетического) генома от одной разновидности Mycoplasma другой в июне 2007. В 2010 они показали, что они были в состоянии синтезировать 1 000 000 пар оснований генома Mycoplasma mycoides на пустом месте и пересадить это в клетку Mycoplasma capricolum; после этого новый геном встроился в клетку, и новый организм стал способен размножаться.
Институт Дж. Крэйга Вентера подал патенты для Mycoplasma laboratorium геном («минимальный бактериальный геном») в США и интернационально в 2006. Этому расширению области биологических патентов бросает вызов охранительная организация Группа действия на Эрозии, Технологии и Концентрации.
Вентер надеется в конечном счете синтезировать бактерии, чтобы производить водород и биотопливо, и также поглощать углекислый газ и другие парниковые газы. Джордж Черч, другой пионер в синтетической биологии, считает, что Escherichia coli является более эффективным организмом, чем Mycoplasma genitalium, и что создание полностью синтетического генома не является необходимым и слишком дорогостоящим для таких задач; он указывает, что синтетические гены были уже включены в Escherichia coli, чтобы выполнить некоторые из вышеупомянутых задач.

## OpenWorm
OpenWorm — международный проект по созданию компьютерной модели (in silico) на клеточном уровне одного из наиболее полно изученных современной биологией микроорганизмов — червя Caenorhabditis elegans.
Конечной целью проекта является полная модель, которая включает все клетки C. elegans (чуть менее тысячи). На первой стадии будет моделироваться передвижение червя, для чего симулируется работа 302 нервных клеток и 95 мышечных. На 2014 год были созданы модели нейронного коннектома и мышечных клеток. На сайте проекта доступен трёхмерный интерактивный анатомический атлас червя. Участники проекта OpenWorm также развивают платформу geppetto, предназначенную для моделирования целых организмов.
В 2015 году координатор проекта С. Ларсон заявил, что поставленные цели выполнены на 20—30 %.

## Серая слизь
Серая слизь — гипотетический сценарий конца света, связанный с успехами молекулярных нанотехнологий и предсказывающий, что неуправляемые самореплицирующиеся нанороботы поглотят всю биомассу Земли, выполняя свою программу саморазмножения (данный сценарий известен под названием «экофагия»).
Как правило, термин используется в популярной прессе или научной фантастике. В худших постулируемых сценариях, требующих больших, способных к космическим полётам машин, материя вне Земли также обращается в серую слизь. Под этим термином понимается большая масса самовоспроизводящихся наномашин, которые не обладают структурой в большом масштабе, которая может оказаться, а может и не оказаться подобной слизью. Бедствие случается по причине преднамеренного включения Машины судного дня или от случайной мутации в самореплицирующихся наномашинах, используемых в других целях, но созданных для работы в естественной среде.

## Цифровой организм
Цифровой организм — самовоспроизводящаяся компьютерная программа, которая мутирует и развивается. Цифровые организмы используют в качестве инструмента для изучения динамики эволюции по Дарвину, для тестирования или проверки конкретных гипотез или математических моделей эволюции. Эти исследования тесно связаны с областью создания искусственной жизни.

## Самовоспроизводящиеся машины
Самовоспроизводящиеся машины (СМ) — тип автономных роботов, которые способны к самовоспроизводству самих себя с использованием материалов из окружающей среды. Таким образом СМ в некотором роде аналогичны организмам живой природы. Сама концепция СМ была предложена и проверена Гомером Якобсеном, Эдвардом Форестом Муром, Фрименом Дайтсоном, Джоном фон Нейманом и позже Эриком Дрекслером в его книге о нанотехнологиях «Машины создания: Грядущая эра нанотехнологий» и Робертом Фрэйтосом и Ральфом Мерклом в их книге «Кинематика самовоспроизводящихся машин», которые предоставили первый всесторонний анализ целого множества конструкций СМ.

## Критика
В истории искусственной жизни было довольно много споров и противоречий. Джон Мейнард Смит в 1995 году критиковал некоторые работы по искусственной жизни, называя их «наукой без фактов» (англ. fact-free science). Однако недавние публикации по искусственной жизни в крупных научных журналах, таких как Science и Nature свидетельствуют о том, что технологии, используемые для моделирования искусственной жизни, признаются научным сообществом, по крайней мере, для изучения эволюции.